# 63e division d'infanterie (États-Unis)
Pour les articles homonymes, voir 63e division d'infanterie.
La 63e division d'infanterie (63rd Infantry Division) est une division de l'US Army créée lors de la Seconde Guerre mondiale et active aujourd'hui sous la forme du 63d Regional Support Command.

## Histoire
- Activation : 15 juin 1943 ;
- Départ pour l'Europe : 25 novembre 1944 ;
- Jours de combat : 119 ;
- Désactivation : 27 septembre 1945.

La division débarque à Marseille le 8 décembre 1944 et se dirige vers Haguenau pour protéger le flanc est de la 7e armée le long du Rhin. Elle occupe des positions défensives jusqu'au 30 décembre 1944, date à laquelle le 253e régiment d'infanterie est rattaché à la 44e division d'infanterie et le 255e régiment à la 100e division d'infanterie. Quant au 254e régiment d'infanterie, il est envoyé dans la région de Colmar auprès de la 3e division d'infanterie. Au début du mois de février 1945, l'unité est à nouveau réunie et commence à progresser, traversant la Saar le 17 février. Au début du mois de mars, elle s'attaque à la ligne Siegfried, perçant celle-ci à Saint-Ingbert et Hassel le 20 mars. Elle prend ensuite Spiesen-Elversberg, Neunkirchen et Erbach. Le 28 mars, elle traverse le Rhin à Lampertheim et s'enfonce au cœur de l'Allemagne, conquérant Heidelberg le 30 mars. Le 253e régiment d'infanterie est l'unité de la division qui rencontre le plus de résistance, notamment entre la Neckar et la Kocher, près de Neuenstadt am Kocher, Buchhof et Stein-am-Kocher.
La division bifurque ensuite vers le sud-est et prend Lampoldshausen le 7 avril. Une tête de pont est constituée le lendemain après le franchissement de la Kocher, près de Weißbach, avant de conquérir Schwäbisch Hall le 17 avril. Elle poursuit alors en direction du Danube qu'elle traverse le 25 avril, s'emparant ensuite de Leipheim. Le 28 avril, elle est retirée du front pour remplir des missions d'occupation sur le Rhin, entre Darmstadt et Stuttgart. Elle est démobilisée à la fin du mois de septembre 1945.
Entre 1952 et 1963, elle est recréée et incorporée dans l'Armée de réserve des États-Unis.

## Composition
- 253e régiment d'infanterie (253d Infantry Regiment) ;
- 254e régiment d'infanterie (254th Infantry Regiment) ;
- 255e régiment d'infanterie (255th Infantry Regiment) ;
- 718e bataillon d'artillerie de campagne (718th Field Artillery Battalion (155mm)) ;
- 861e bataillon d'artillerie de campagne (861st Field Artillery Battalion (105mm)) ;
- 862e bataillon d'artillerie de campagne (862d Field Artillery Battalion (105mm)) ;
- 863e bataillon d'artillerie de campagne (863d Field Artillery Battalion (105mm)) ;
- 63e section de reconnaissance motorisée (63d Reconnaissance Troop, Mechanized) ;
- 263e bataillon du génie (263d Engineer Combat Battalion) ;
- 363e bataillon médical (363d Medical Battalion) ;
- 563e compagnie de transmissions (563d Signal Company).

## Liens web
- (en) « Site de l'association » (consulté le 12 mai 2016)
- (en) « 63rd Infantry Division », US Army Center of Military History (consulté le 12 mai 2016)